# Христо Огнянов (учител)
Христо Огнянов Лоноски (на сръбски: Риста Огњановић или Rista Ognjanović) е сръбски учен от Македония.

## Биография
Роден е на 1 март 1870 година в дебърската паланка Галичник, тогава в Османската империя. Завършва основно училище в родния си град. Две години работи като слуга в турски къщи и научава турски. Учи в Солунската българска мъжка гимназия от 1884 до 1887 година. През януари 1887 година в гимназията избухва ученически бунт в резултат на който група ученици, между които е и Огнянов, приемат предложението на сръбския консул да отидат и да учат безплатно на разноските на дружеството „Свети Сава“ в Белград. Впоследствие тази група, в която са и бъдещи революционери от ВМОРО, като Дамян Груев, Димитър Мирчев, Петър Попарсов и др. продължава образованието си във Великата школа в Белград.
Огнянов завършва в 1890 година Педагогическото училище в Белград. Приближен е на Стоян Новакович и работи за сръбската пропаганда в Македония. По препоръка на Новакович се обучава в Галатасарайския лицей в Цариград, където учи френски и турски като частен ученик от 1890 до 1892 година. Заминава за Солун и от 1892 година преподава в местното сръбско основно училище. От Солун пише на Милойко Веселинович в Цариград, че е попаднал на съученика си Дамян Груев в Прилеп, където той е учител, като моли също да бъде изптеглен в Белград. На следната 1893 година е назначен за учител по френски език в Цариградската сръбска гимназия, където работи до 1895 година. След това работи като ревизор на сръбските училища в Косовския вилает. Прави неуспешен опит да открие сръбско училище в Галичник. В 1897 година става учител в Скопската сръбска гимназия. В 1900 година заминава на специализация в Париж, където изучава френски език. От 1908 до 1910 година преподава в Солунската сръбска гимназия „Дом на науките“. Депутат е от Солун в Първата скупщина на сърбите в Османското царство. В 1911 година става управител на вечерно-празничните училища в Скопие. През Първата световна война е учител на сръбските ученици във Франция.
Огнянов пише в много списания и вестници в областта на педагогиката и психологията. Сътрудник е на „Цариградски гласник“, „Глас народа“, „Учителски весник“, „Южна Сърбия“. Огнянов събира и народни песни от родната му Миячия. Прави преводи от френски език. Подготвя „Голяма училищна песнопойка“ (Велика школска песмарица), издадена в Белград в 1906 година. Автор е на книгата „Галичник от 1912 до 1922“ (Галичник од 1912–1922), издадена в Скопие в 1922 година.
През 1940 година в края на живота си пише брошурата „Галичник и мияците“, в която за първи път застъпва тезата, че македонците са различен етнос от българи и сърби. Книгата му е издадена в Скопие през 2004 година.
Убит е на 6 април 1941 година в Скопие при германска бомбардировка на града в началото на операция Ауфмарш 25.